# Dębowa Góra (gmina)
Dębowa Góra – dawna gmina wiejska istniejąca do 1954 roku w woj. warszawskim, a następnie w woj. łódzkim. Siedzibą władz gminy była Dębowa Góra.
W okresie międzywojennym gmina Dębowa Góra należała do powiatu skierniewickiego w woj. warszawskim. 1 kwietnia 1939 roku gminę wraz z całym powiatem skierniewickim przeniesiono do woj. łódzkiego.
Po wojnie gmina zachowała przynależność administracyjną. Według stanu z dnia 1 lipca 1952 roku gmina składała się z 21 gromad. Jednostka została zniesiona 29 września 1954 roku wraz z reformą wprowadzającą gromady w miejsce gmin. Po reaktywowaniu gmin z dniem 1 stycznia 1973 roku gminy Dębowa Góra nie przywrócono, a jej dawny obszar wszedł głównie w skład nowej gminy Skierniewice.